# Fabienne Loodts
Fabienne Loodts, née le 29 janvier 1982 à Namur, est une illustratrice, autrice de littérature d'enfance et de jeunesse et de romans graphiques belge.

## Biographie
Fabienne Loodts naît le 29 janvier 1982 à Namur,.
Elle suit une formation artistique à l’École nationale supérieure des arts visuels de La Cambre (ENSAV) où elle obtient une licence en communication graphique.
Dans le cadre du programme Erasmus, elle est étudiante à l’Université de Brighton en illustration.
Elle se forme également en gravure en cours du soir à l'Académie des beaux-arts de Boitsfort.
Elle est lauréate d’une bourse de la Fédération Wallonie-Bruxelles - Résidence d’auteur, 2007 et 2008. Elle est également lauréate d’une bourse d'aide au projet octroyée par la même fédération en 2008.
En 2012, elle réalise seule l'adaptation en bande dessinée du roman Le Livre des nuages de l'écrivaine Chloe Aridjis (it) publié aux éditions angoumoisines Warum. La même année, elle illustre l'enquête Paysages en Bataille.
Elle avoue aimer dessiner les gens, les visages et parler de relations humaines. Elle utilise 
l'encre de Chine, la plume, les crayons de couleurs, le stylo à bille et la gouache.
Elle réalise aussi des illustrations pour des albums jeunesses, des affiches et des magazines. Elle expose et anime divers ateliers au centre culturel de Huy en 2023.
Elle fait partie du Collectif des créatrices de bande dessinée contre le sexisme.

### Vie privée
Elle vit à Bruxelles après avoir résidé à Berlin.

## Œuvre

### Publications

#### Roman graphique
- Le Livre des nuages[4], Warum, Angoulême, 26 janvier 2012
Scénario et dessin : Fabienne Loodts - Couleurs : noir et blanc -  (ISBN 9782915920666),adapté du roman éponyme de Chloe Aridjis.

#### Collectifs
- Reporté.e.s[9], La Cinquième Couche / Théâtre des Doms, Bruxelles, 11 juin 2021
Scénario : collectif - Dessin : collectif dont Fabienne Loodts - Couleurs : quadrichromie -  (ISBN 978-2-390-08074-9),En période de Covid, le théâtre des Doms imagine des rencontres entre les artistes dont il a programmé le spectacle dans le cadre du Festival d'Avignon et des auteurs graphiques.

#### Illustrations de livres jeunesse
- Trains[10], Tandem (2005)
- La Promenade de l’ombre, texte de Guillaume Apollinaire, Passage Piétons, 2005  (ISBN 9782913413252)
- Les Démons caca[11], texte de Fabienne Loodts, Esperluète, 2005  (ISBN 2-930223-62-6)
- Les Neuf Frères et le diable - Nande vllaznit edhe dreqi, texte de Igballe Bajraktari : conte bilingue français-albanais, L'Harmattan (2005)  (ISBN 9782747572514)
- Le Livre[2], texte de Benoît Loodts, Ministère de la Fédération Wallonie Bruxelles / Service général des Lettres et du Livre (2008)
- Déesses des elfes sur le trottoir[11], texte de Léna Ellka, Zoom éditions, 2009  (ISBN 9782919934560)
- Le Petit Chapeau de l’Empereur[11], texte de Julie Versele, La Renaissance du livre, 2015  (ISBN 9782507052683)
- Tom[11], texte de Stéphanie Mangez, Lansman, coll. « Théâtre à vif », 2019  (ISBN 9782807102552)

### Expositions collectives
- Brussels in shorts (Passaporta/Oogachtend), Centre belge de la bande dessinée du 27 octobre au 7 décembre 2014. Cette exposition est consacrée au concours, sous la présidence de Judith Vanistendael, de création Brussels in Shorts à l'instigation de Passa Porta, maison de littérature internationale, réunissant de jeunes auteurs dont les Belges : Laure Allain et Michaël Olbrechts, Delphine Frantzen, Steven Dhondt, Kim Duchateau, Steve Michiels ou Fabienne Loodts qui ont eu l’occasion de découvrir la ville et de s’en inspirer[12]. Un album Bruss.2 est publié aux éditions Oogachtend[13].

## Fresque à Bruxelles
La fresque Les Ancêtres bienveillants est une œuvre faisant partie du parcours BD de Bruxelles, inaugurée le 18 décembre 2019, qui représente des couples qui veillent sur les habitants du quartier. Ils représentent les ancêtres des résidents. Ils sont originaires de Belgique, du Congo, de Guinée, du Sénégal, d'Espagne, de France et de Pologne, à la suite d’un appel lancé en 2018 par le contrat de quartier durable Jonction pour égayer les tunnels passant sous les voies ferroviaires reliant le nord et le sud de Bruxelles. Sa fresque est située rue de la Fontaine en-dessous du tunnel ferroviaire Nord-Sud, la réalisation est due à Urbana.

#### Livres
: document utilisé comme source pour la rédaction de cet article.
- Thierry Bellefroid et Jean-Marie Derscheid, « Loodts Fabienne - Dessinatrice - Scénariste », dans 77 auteurs de bande dessinée en Wallonie et à Bruxelles, Bruxelles, Wallonie-Bruxelles International, 2017, 128 p., ill. ; 26 cm (ISBN 2-930071-83-4, lire en ligne), p. 70.
- Philippe Mellot, Michel Denni, Laurent Turpin et Isabelle Morzadec, Trésors de la bande dessinée : BDM 2023-2024 - Catalogue encyclopédique et Argus, Paris, Les Arènes, novembre 2022, 23e éd., 1677 p., ill. ; 23 cm (ISBN 9791037507280, OCLC 1351462460, présentation en ligne), p. 749. .

#### Périodiques
- Isabelle Decuyper, « Portrait d'éditeur : Fabienne Loodts : l'importance du détail », Lectures, Centre de lecture publique de la Communauté française, no 155,‎ mars-avril 2008, p. 21-22 (lire en ligne, consulté le 7 juin 2025).

### Vidéographie
- [vidéo] « Le Livre des nuages », sur YouTube